# (6433) Enya
(6433) Enya ist ein Asteroid des Hauptgürtels, der am 18. November 1978 von dem tschechischen Astronomen Antonín Mrkos am Kleť-Observatorium (IAU-Code 046) in Südböhmen in der Nähe der Stadt Český Krumlov entdeckt wurde.
Am 20. Juni 1997 wurde der Asteroid nach der irische New-Age-Musikerin, Sängerin und Songwriterin Enya (* 1961) benannt, die 1988 mit der Single Orinoco Flow ihren internationalen Durchbruch schaffte.